# Lauwin-Planque
Lauwin-Planque – miejscowość i gmina we Francji, w regionie Hauts-de-France, w departamencie Nord.
Według danych na rok 1990 gminę zamieszkiwało 1775 osób, a gęstość zaludnienia wynosiła 484 osób/km² (wśród 1549 gmin regionu Nord-Pas-de-Calais Lauwin-Planque plasuje się na 393. miejscu pod względem liczby ludności, natomiast pod względem powierzchni na miejscu 791.).